# Grebnik
Gremnik en albanais et Grebnik en serbe latin (en serbe cyrillique : Гребник) est une localité du Kosovo située dans la commune/municipalité de Klinë/Klina et dans le district de Pejë/Peć. Selon le recensement kosovar de 2011, elle compte 1 131 habitants, dont une majorité d'Albanais.

## Démographie

### Évolution historique de la population dans la localité
| 1948 | 1953 | 1961 | 1971 | 1981  | 1991  | 2011  |
| ---- | ---- | ---- | ---- | ----- | ----- | ----- |
| 531  | 551  | 707  | 848  | 1 039 | 1 279 | 1 131 |

|  |